# ژیتوسویات
ژیتوسویات (به بلغاری: Zhitosvyat) یک منطقهٔ مسکونی در بلغارستان است که در استان بورگاس واقع شده است.